# Corpo di polizia locale di Ancona
Il Corpo di Polizia Locale di Ancona è il servizio di polizia municipale del Comune di Ancona, istituito nel 1859.

## Competenze
Il Corpo di Polizia Locale di Ancona assume le funzioni attribuite ai corpi di polizia municipale (rinominati a livello regionale come "polizia locale") dalla normativa nazionale e regionale, riconducibili in via principale dalla L. 65/1986 e dalla L.R. - Regione Marche - nr. 1/2014.
In particolare le funzioni principali degli operatori, nell'ambito del territorio del Comune di Ancona sono:
- ufficiali o agenti di polizia giudiziaria (a seconda dell'inquadramento funzionale);
- agenti di pubblica sicurezza (funzioni ausiliarie);
- agenti di polizia stradale.

Oltre alle funzioni suindicate, vengono individuate nella legge regionale ulteriori competenze tra le quali:
- polizia tributaria di competenza dell’ente locale;
- vigilanza sull’osservanza delle leggi, dei regolamenti, delle ordinanze e degli altri provvedimenti amministrativi dello Stato, della Regione e degli enti locali;
- vigilanza sulla integrità e sulla conservazione del patrimonio pubblico;
- opera di soccorso nelle pubbliche calamità o disastri, nonché in caso di privato infortunio;
- collaborazione ai servizi e alle operazioni di protezione civile di competenza dell’ente di appartenenza.

## Struttura
Il corpo è strutturato, come disposto dall'apposito regolamento comunale, in diverse sezioni:
- Sezione Comando;
- Sezione Viabilità;
- Sezione Polizia Giudiziaria ed Informazioni;
- Sezione Verbali e Contenzioso;
- Sezione Edilizia Ambiente;
- Sezione Annona e Commercio.

## Gerarchia e gradi
Il Corpo di Polizia Locale di Ancona, come tutti i servizi e corpi di polizia locale delle Marche, adotta i distintivi di grado e le modalità di progressione previste dalla normativa regionale. Nel corpo è presente un Dirigente Comandante, alcuni addetti al coordinamento e controllo (Ufficiali) e diversi operatori (Sottufficiali e Agenti); nell'organico del Corpo sono presenti anche dei dipendenti amministrativi.

## Dotazione tecnica

### Veicoli
Il Corpo dispone di molteplici veicoli, motoveicoli e velocipedi a pedalata assistita per lo svolgimento dei suoi servizi.

### Strumentazione
Gli agenti del Corpo, per cui è stata richiesta e ottenuta l'attribuzione della qualità di agente di pubblica sicurezza, sono inoltre dotati per il servizio di:
- pistola semiautomatica marca Glock[8];
- bastone estensibile;[9]
- spray al peperoncino[10].